# Processed Beats
Processed Beats (у преводу, Прерађени битови) је трећи сингл британске рок групе Касејбијан са истоименог албума. Сингл је издат 18. септембра у Великој Британији.

## Списак песама
1. 3.08
2. 3.16
3. 3.42
4. (спот)